# Takuya Ito (fodboldspiller, født 1976)
 For alternative betydninger, se Takuya Ito. (Se også artikler, som begynder med Takuya Ito)
Takuya Ito (født 30. december 1976) er en tidligere japansk fodboldspiller.
Han har spillet for flere forskellige klubber i sin karriere, herunder Yokohama Marinos og Cerezo Osaka.